# Melker Karlsson
Melker Karlsson (* 18. Juli 1990 in Lycksele) ist ein ehemaliger schwedischer Eishockeyspieler, der im Verlauf seiner aktiven Karriere zwischen 2006 und 2023 unter anderem 456 Spiele für die San Jose Sharks in der National Hockey League (NHL) auf der Position des Centers bzw. rechten Flügelstürmers bestritten hat. Darüber hinaus absolvierte Karlsson annähernd 400 weitere Partien für den Skellefteå AIK in der Elitserien bzw. Svenska Hockeyligan (SHL). Mit Skellefteå gewann er in den Jahren 2013 und 2014 jeweils die schwedische Meisterschaft und wurde dreimal Vizemeister.

## Karriere
Melker Karlsson begann seine Karriere beim örtlichen Eishockeyverein Lycksele SK, für den er in der Saison 2005/06 als 15-Jähriger unter anderem gemeinsam mit David Rundblad in der Division 2, der vierthöchsten schwedischen Spielklasse, auflief. Zur folgenden Spielzeit wechselte er in die Jugendabteilung des Skellefteå AIK und kam bereits in seiner ersten Spielzeit parallel in der U18- und der U20-Mannschaft zum Einsatz.
Nachdem Karlsson in der Saison 2008/09 sein Profidebüt in der erstklassigen Elitserien gegeben und in der Scorerwertung des U20-Teams den zweiten Platz belegt hatte, unterschrieb er einen Dreijahresvertrag mit Skellefteå, der 2011 um weitere zwei Jahre verlängert wurde. Nach zwei Niederlagen im Finale gewann er mit der Mannschaft 2012/13 auch seine erste schwedische Meisterschaft. Dabei konnte Karlsson auch seine persönliche Punktausbeute im Vergleich zur Vorsaison deutlich steigern und schloss die Play-offs als drittbester Scorer und erfolgreichster Vorlagengeber seiner Mannschaft ab. In der folgenden Saison konnte Karlsson den Erfolg mit der Mannschaft wiederholen.
Nach acht Spielzeiten in Skellefteå entschied sich der Stürmer, der im NHL Entry Draft von keiner Mannschaft ausgewählt worden war, für einen Wechsel nach Nordamerika. Dort unterzeichnete er im Mai 2014 einen Einjahresvertrag mit den San Jose Sharks. Nachdem er zunächst 20 Spiele bei deren Farmteam, den Worcester Sharks, in der American Hockey League verbracht hatte, wurde Karlsson erstmals in den NHL-Kader der Sharks berufen und erzielte bei seinem Debüt am 9. Dezember 2014 gegen die Edmonton Oilers auch seinen ersten Scorerpunkt, als er ein Tor von Barclay Goodrow vorbereitete. Karlsson spielte zunächst in einer Angriffsreihe mit Goodrow und James Sheppard, bevor er gegen Saisonende in die erste Reihe um Joe Thornton und Joe Pavelski aufrückte. Insgesamt schloss er seine Debütsaison 2014/15 mit 24 Scorerpunkten aus 53 Spielen als erfolgreichster Rookie der Sharks ab. In der Folge etablierte sich der Schwede im NHL-Aufgebot der Sharks und kam dort regelmäßig zum Einsatz.
Nach sechs Jahren in San Jose wurde sein auslaufender Vertrag nach dem Spieljahr 2019/20 nicht verlängert, sodass er im Dezember 2020 zu Skellefteå AIK in seine Heimat zurückkehrte. Dort verbrachte er zunächst zwei Spielzeiten, ehe er den Klub im Juni 2022 verließ. Anfang März 2023 kehrte der Stürmer für den Rest der Saison 2022/23 zu seinem Ex-Klub zurück und erreichte mit Skellefteå die Finalserie um die Meisterschaft, die gegen die Växjö Lakers verloren ging. Anschließend beendete der 32-Jährige seine aktive Karriere.

## Erfolge und Auszeichnungen
| - 2011 Schwedischer Vizemeister mit dem Skellefteå AIK - 2012 Schwedischer Vizemeister mit dem Skellefteå AIK - 2013 Schwedischer Meister mit dem Skellefteå AIK | - 2014 Schwedischer Meister mit dem Skellefteå AIK - 2023 Schwedischer Vizemeister mit dem Skellefteå AIK |

## Karrierestatistik
(Legende zur Spielerstatistik: Sp oder GP = absolvierte Spiele; T oder G = erzielte Tore; V oder A = erzielte Assists; Pkt oder Pts = erzielte Scorerpunkte; SM oder PIM = erhaltene Strafminuten; +/− = Plus/Minus-Bilanz; PP = erzielte Überzahltore; SH = erzielte Unterzahltore; GW = erzielte Siegtore; 1 Play-downs/Relegation; Kursiv: Statistik nicht vollständig)